# 自主クーデター

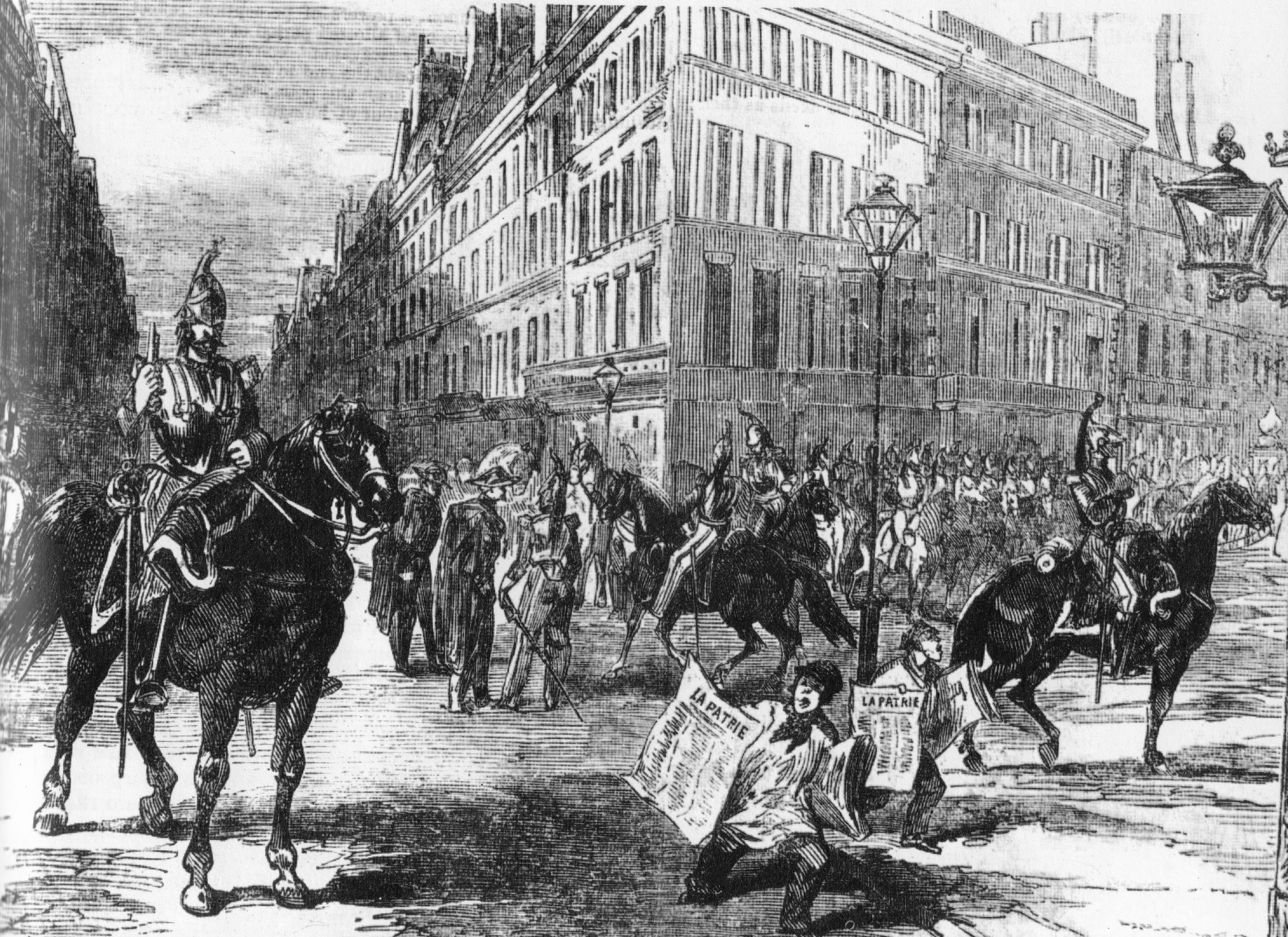
ルイ・ナポレオン・ボナパルト大統領が1851年のフランスのクーデターで独裁的な権力を掌握した後、パリの街を行進する騎兵隊

自主クーデター（じしゅクーデター、英語: self-coup, autocoup（語源は スペイン語  autogolpe））とは、合法的な手段で権力を握った政治指導者が、自身または支持者の行動を通じて不法に権力を維持するクーデターの一形態である。上からのクーデター（coup from the top）とも呼ばれる。自主クーデターの手法の1つは、指導者が国の議会を解散または無力化し、不法に強大な権力を掌握するものである。その他の手法として、憲法の無効化、民事裁判所の停止、政府の長による独裁的権力の掌握などがある。
1946年から2021年の初めまで、推定で148回の自主クーデターの試みが行われている。そのうち、独裁政権国家では110回、民主主義国家では38回が行われた。

## 自主クーデターと説明された著名な出来事
- フランス: ルイ＝ナポレオン・ボナパルト大統領（1851年12月2日、1851年12月2日のクーデター）[4]
- ウルグアイ: フアン・リンドルフォ・クエスタス（英語版）大統領（1898年2月10日）[5]
- オーストリア: エンゲルベルト・ドルフース首相 (March 15, 1933)[6]
- ドイツ: アドルフ・ヒトラー首相（1933年3月23日、全権委任法制定 / 1934年8月2日、ドイツ国の国家元首に関する法律（英語版）に基づき大統領を兼任、総統の地位が完成。）[4][7]
- ウルグアイ: ガブリエル・テーラ大統領（1933年3月31日）[8]
- エストニア: コンスタンティン・パッツ国老兼首相 (March 12, 1934)[9]
- ルーマニア王国: 国王ミハイ1世（1944年8月23日、1944年ルーマニア・クーデター）[10]
- ボリビア: マメルト・ウリオラゴイティア（英語版）大統領 (May 16, 1951)[11]
- パキスタン: グラーム・ムハンマド（英語版）総督 (April 1953 – September 21, 1954)[12][13]
- インドネシア: スカルノ大統領 (July 5, 1959)[14]
- フィリピン: フェルディナンド・マルコス大統領 (1972年9月23日、布告第1081号（英語版）による戒厳令発令・憲法停止)[4][15]
- 韓国: 朴正煕大統領 (1972年10月17日、十月維新)[16]
- ウルグアイ: フアン・マリーア・ボルダベリー大統領 (June 27, 1973)[2]
- ペルー: アルベルト・フジモリ大統領（1992年4月5日、アウトゴルペ）[17]
- ロシア: ボリス・エリツィン大統領（1993年9月21日、10月政変）[18][19][20][21]
- カンボジア: フン・セン首相 (July 1997)[22][23]
- ベネズエラ: ニコラス・マドゥロ大統領 (March 29, 2017)[24]
- ペルー: マルティン・ビスカラ大統領 (30 September 2019)[25][26][27]
- マレーシア: ムヒディン・ヤシン首相 (29 February 2020)[28]
- ロシア: ウラジーミル・プーチン（2020年7月4日、ロシア憲法の2020年の修正（英語版））[29][30][31]
- エルサルバドル: ナジブ・ブケレ大統領（2021年5月1日、2021年のエルサルバドルの政治危機（英語版）)[32]
- チュニジア: カイス・サイード大統領 (July 25, 2021)[33][34][35]
- スーダン: アブドゥルファッターハ・アブドッラフマーン・ブルハーン主権評議会議長（2021年10月25日、2021年10月スーダンクーデター）[36]

## 自主クーデターの試みと説明された著名な出来事
- グアテマラ: ホルヘ・セラノ・エリアス大統領 (May 25 – June 5, 1993)[37]
- インドネシア: アブドゥルラフマン・ワヒド大統領 (July 1–25, 2001)[38]
- マレーシア: マハティール・ビン・モハマド首相 (February 23 – March 1, 2020)[39]
- アメリカ: ドナルド・トランプ大統領（2020年11月4日 - 2021年1月6日、大統領選挙の敗北後の2020年アメリカ合衆国大統領選挙の転覆の試み（英語版）から 1月6日のアメリカ合衆国議会議事堂襲撃事件まで）[40][41][42]
- ペルー: ペドロ・カスティジョ大統領 (December 7, 2022)[43]
- ブラジル: ジャイール・ボルソナーロ大統領（大統領選挙の敗北後、2022年10月30日 - 12月31日、2022年ブラジルクーデター計画（英語版）、2023年1月8日、2023年ブラジル三権広場襲撃事件）[44][45]
- イスラエル: ベンヤミン・ネタニヤフ首相（現在進行中の出来事、2022年12月29日に就任して以来、2023年のイスラエル司法改革（英語版））[46][47][48][49][50][51][52]
- 韓国: 尹錫悦大統領（2024年12月3-4日、2024年大韓民国非常戒厳令）[53][54]
- アメリカ: ドナルド・トランプ大統領（現在進行中の出来事、2025年1月20日に就任して以来、第2次トランプ政権#評価）[55][56]